# Pericyclocerina nudipes
Pericyclocerina nudipes är en tvåvingeart som beskrevs av Borgmeier 1971. Pericyclocerina nudipes ingår i släktet Pericyclocerina och familjen puckelflugor. Inga underarter finns listade i Catalogue of Life.